# Gabriel Zubeir Wako
Gabriel Zubeir Wako (ur. 27 lutego 1941 w Mboro), sudański duchowny katolicki, w latach 1981–2016 arcybiskup metropolita Chartumu, kardynał.

## Życiorys
Kształcił się w wyższym seminarium duchownym św. Pawła w Tore River. Po studiach filozoficznych i teologicznych przyjął 21 lipca 1963 w Wau święcenia kapłańskie z rąk apostolskiego wikariusza Bahr-el-Ghazal Edoardo Masona. Uzupełniał studia w Rzymie, gdzie na Papieskim Uniwersytecie Laterańskim obronił licencjat z teologii pastoralnej (1971). Po powrocie do Sudanu wykonywał obowiązki duszpasterskie w wikariacie apostolskim Wau, był również rektorem miejscowego seminarium.
Po przekształceniu wikariatu apostolskiego w diecezję Wau, został jej pierwszym biskupem; mianowany 12 grudnia 1974 przez Pawła VI, odebrał sakrę biskupią 6 kwietnia 1975 w Jubie z rąk kardynała Agnelo Rossiego, prefekta watykańskiej Kongregacji Ewangelizowania Ludów. Od października 1979 był koadiutorem arcybiskupa Chartumu; 10 października 1981 objął samodzielne rządy w Archidiecezji Chartumu. Wielokrotnie brał udział w sesjach Światowego Synodu Biskupów w Watykanie, m.in. specjalnej poświęconej Kościołowi w Afryce wiosną 1994.
Przewodniczący Konferencji Episkopatu Sudanu w latach 1978–1990, 1993–1999 oraz 2012–2016.
21 października 2003 wyniesiony przez Jana Pawła II do godności kardynalskiej, otrzymał tytuł prezbitera S. Atanasio a Via Tiburtina.
10 grudnia 2016 przeszedł na emeryturę.
Uczestnik konklawe 2005 i konklawe 2013. 27 lutego 2021 roku ukończył 80 lat i utracił prawo do udziału w konklawe.